# Nélida Sara Troncoso
Nélida Sara Troncoso (1914-1988) fue una botánica argentina. Trabajó durante muchos años en el Instituto de Botánica Darwinion, San Isidro (Argentina), comenzando en 1936 sus actividades científicas, a poco del deceso de su fundador Cristóbal Hicken (1875-1933). Se casó con su colega Arturo Burkart (1906-1975).
Hay unos 138 registros de sus identificaciones y clasificaciones de nuevas especies de la familia Verbenaceae, las que publicaba habitualmente en: Hickenia; Darwiniana; Colecc. Ci. Inst. Nac. Tecnol. Agropecu.; Zuloaga & Morrone (eds.), Cat. Pl. Vasc. Rep. Arg. 2 (Monogr. Syst. Bot. Missouri Bot. Gard. 74).

## Algunas publicaciones
- 1974. Troncoso, NS. Los géneros de Verbenaceae de Sudamérica extra tropical (Argentina, Chile, Bolivia, Uruguay & sur de Brasil). Darwiniana 18: 295–412.

### Colaboraciones en volúmenes
- Flora ilustrada de Entre Ríos (Argentina). Planeada y dirigida por Arturo Burkart (1969-1978); continuada por Nélida S. Troncoso de Burkart y Nélida M. Bacigalupo. Bs.As.: Instituto Nacional de Tecnología Agropecuaria, 1969-1987. - 4 dl.: ill.; 28 cm - Colección científica del INTA; t. 6, pt. 2, 3, 5, 6) - Nota: II. Gramimeas: la familia botánica de los Pastos. III. Dicotiledóneas Arquiclamídeas. A. Salicales a Rosales (incluso Leguminosas). V-VI. Dicotiledóneas Metaclamídeas (Gamopétalas). A. Primulales, Plumbaginales. Ebenales, Contortales, Tubiflorales, Callitrichales, Plantiginales. B. Rubiales, Cucurbitales, Campanulales (incluso Compuestas)

## Honores

### Eponimia

#### Géneros
- (Verbenaceae) Troncosoa N.O'Leary y P.Moroni

#### Especies
- (Euphorbiaceae) Croton troncosoi Ahumada[2]

- La abreviatura «Tronc.» se emplea para indicar a Nélida Sara Troncoso como autoridad en la descripción y clasificación científica de los vegetales.[3]